# Drei traurige Tiger
Drei traurige Tiger (Originaltitel: Tres tristes tigres) ist der 1967 veröffentlichte Erstlingsroman des kubanisch-britischen Schriftstellers Guillermo Cabrera Infante. Die deutschsprachige Übersetzung von Wilfried Böhringer erschien erstmals 1987 im Suhrkamp Verlag.

## Kurzbeschreibung
In den letzten Monaten des Batista-Regimes feiern die kubanische Bohème und einige Mitglieder der dortigen Jeunesse dorée, „ohne daß uns jemand wegen der Implosionen und Explosionen und Detonationen unserer Lachsalven des Terrorismus beschuldigte“.

## Inhalt
Eingebettet in eine „Welt von Leuten, die in die Nacht hinabtauchten und in irgendeiner dunklen Höhle herumschwammen“ und „das Getöse der Tisch-, Bar- und Bettgespräche, das in den Cabarets immer herrscht“, schildert der Roman Drei traurige Tiger die Geschichte verschiedener Haupt- und Nebenfiguren. Zum einen ist da Arsenio Cué, der vom Hunger getrieben einen potentiellen Arbeitgeber in dessen Heim aufsucht, „eine Berühmtheit, ein Magnat, ein Politiker“, außerordentlich fett mit einem „struppigen Schnurrbart […], und sein Haar war krauser und heller als im Fernsehen. […] Seine Augen waren klein und kleinlich, und auch verschlagen.“ Zufällig trifft Arsenio dabei auf einen „Traum“ von Frau, schwimmnass im Bikini: die junge Magalena Cruz. Der Mann, der Arsenio empfängt, trägt eine „lange schwarze Pistole“, angeblich zum Scheibenschießen, feuert auf Arsenio „drei Schüsse, die klangen, als klopfe jemand an die Tür. Mein Körper wurde ganz schlaff und fiel vornüber“. Eine schwarze Doppelseite im Buch verdeutlicht in Anspielung auf die schwarze Doppelseite in Tristram Shandy Arsenios Ohnmacht: Es waren nur Platzpatronen, und man hat sich einen dekadenten Spaß mit ihm erlaubt, fordert ihn auf: „Komm morgen beim Sender vorbei.“ Dort erhält Arsenio alsbald Hauptrollen, womit seine Karriere als Schauspieler beginnen sollte, und der Sender-Chef macht ihn „schließlich zum ersten Liebhaber.“
Eine weitere im Roman geschilderte Karriere ist die der Cuba Venegas, Künstlername von Gloria Pérez. Gloria/Cuba ist aus dem Elternhaus abgehauen und, noch nicht einmal 16 Jahre alt, nach Havanna gekommen, wo sie zuerst eine Stelle als Kindermädchen annimmt. Vor dem Rundfunk-Haus wird Gloria/Cuba mit Arsenio bekannt, macht leicht bekleidet Plakatwerbung für Bier oder Limonade und wird als „romantische Stimme“ und „Königin des Boleros“ ein Star mit Sekretär, Satinkleid und einem Fotoreporter auf den Fersen. „Cuba schaffte es innerhalb kürzester Zeit: in der Zeit, die sie brauchte, um rechtzeitig mit mir Schluss zu machen und dann etwas mit meinem Freund Códac anzufangen, der in diesem Jahr gerade der Starphotograph war“, berichtet Silvestre, ein enger Freund Arsenio Cués. Códac versucht derweil, eine andere Sängerin zu fördern, unter anderem durch eine Party, die sich als „Reinfall“ erweist: Gefördert wird die adipöse Estrella Rodríguez, die darauf besteht, nur La Estrella genannt zu werden, und beim Kennenlernen Códacs unter anderem die bereits berühmte Cuba Venegas parodiert. La Estrella ist der von dem eigenen Talent, der eigenen musikalischen Mission überzeugte „Luther der kubanischen Musik, und sie war ihrer Sache immer so sicher, als hätte sie, die weder lesen noch schreiben konnte, in der Musik ihre heilige Notenschrift.“ Tatsächlich wird La Estrella, wenn auch später als Cuba Venegas, zu einer Berühmtheit: Ihre Karriere führt sie aus Kuba hinaus über San Juan und Caracas bis nach Mexiko-Stadt. „Nach Mexiko reiste sie gegen den Willen ihres Leibarztes, der ihr sagte, die Höhe würde schlimme Folgen für ihr Herz haben“, was sich dann in Form eines tödlichen Herzanfalls beweist. Ihr Förderer Códac wird derweil „vom Unterhaltungsteil zur Tagespolitik versetzt“, wo er „die ganze Zeit nur Bilder von Verhafteten und Bomben und Sprengsätzen und Leichen [macht], die sie zur Abschreckung liegen lassen, als könnten die Toten eine andere Zeit als ihre eigene anhalten“: Das Batista-Regime versucht mit Gewalt seinen alsbald folgenden Untergang aufzuhalten. Arsenio Cué kündigt gegen Ende des Romans an, sich Castros Rebellen anschließen zu wollen; der Roman lässt offen, ob Cué das tut.
Inmitten dieser nächtlichen „Hallodris, Halunken und Herumtreiber“ treibt sich auch ein Teil von Havannas reicher Jugend herum, beispielsweise die wohlsituierte Vivian, etwa 16 Jahre alt und ganz unter ihresgleichen: „da saßen auch einige Millionen auf den Eisenstühlen, die einigen sowohl gesellschaftliche als auch physisch ausgeprägten Hinterbacken ihr Muster aufprägten.“ Vivian macht dem Bongo-Spieler Silvio Sergio Ribot, besser bekannt als Eribó, schöne Augen. Der Mulatte Eribó ist von Haus aus Grafiker und wollte eigentlich nur „eine kleine Gehaltserhöhung“ von seinem Chef, dem Senator und Publizisten Dr. Viriato Solaún, landete aber dadurch an den Bongos: „Während ich die Bongos spielte, sah ich, daß sie (Vivian) kein Auge von mir ließ. Ich sah sie aufstehen. Ich sah sie zum Podium kommen, und dann blieb sie bei der Band stehen“, lobt Eribós Musikalität, doch spielt Vivian nur mit dem ihr rasch verfallenden Eribó: In einer „Nacht der Überraschungen“ am Ende des Romans trifft Arsenio Cué nicht nur Magalena Cruz wieder, sondern gesteht Silvestre außerdem, dass er es war, der Vivian entjungfert habe. „Die Wahrheit war, daß sie ihn [=Eribó] nur benutzte. Daß sie mich eifersüchtig machen wollte. Daß sie nie und nimmer mit ihm schlafen würde, weil er ein Mulatte ist, und dazu noch ein armer.“
Eigentliche Handlung des Romans ist aber „das nichtmehrendenwollende Drauflosgequatsche“ von Personen, die tagsüber ziellos mit dem Auto herumfahren, denn „Auto fahren heißt reden, denken, assoziieren“, und nachts sind jene Personen erst recht „immer redend und Klatsch erzählend und Witze machend und immer und auch philosophierend oder ästhetisierend oder moralisierend, immer: Es ging einfach nur darum, so zu tun, als würden wir  nicht arbeiten, denn nur dann gehört man in Havanna, Kuba, zu den besseren Leuten“. Eine Hauptperson des Romans ist, obgleich er etwa am Ende des ersten Roman-Drittels wegen einer tödlich endenden Erkrankung ins Krankenhaus eingeliefert wird, der „Dichter und Meister des Wortspiels und der Paraphrasierung“ Bustrófedon, der nach seinem Tod „eine Legende unter den anderen Charakteren ist, [...] die ihn zitieren, imitieren oder reproduzieren“.

## Textanalyse
Bei Drei traurige Tiger handelt es sich um einen großteils in Ich-Form oder personal, seltener auktorial erzählten Roman. In gewisser Weise, so der Hispanist Julio Ortega (Brown University), handelt es sich bei diesem kaleidoskopartigen „karibischen Sittengemälde“ um „ein kollektives Buch, und als solches hat es den seltenen Wert, dass es nicht versucht, irgendetwas zu beweisen.“ Außerhalb der eigentlichen Handlung oder nur lose verknüpft mit ihr wartet der Roman auf mit
- Kindheitserinnerungen wie der eines ungenannten Mädchens[40] oder Silvestres, der sich an ein Kino-Erlebnis mit tödlichem Ausgang erinnert.[41]
- Monologen wie der Rede eines Conférenciers des Tropicana[42] oder der Magalena Cruz,[43] einem Telefongespräch, bei dem man aber nur die Aussagen eines der beiden Gesprächspartner liest,[44] oder die in elf Abschnitten über das gesamte Buch verteilten Aussagen einer Frau gegenüber ihrem Psychiater.[45]
- Sammlungen wie Cués Sammlung von unvollendeten[46] Pandekten[47] oder Bustrófedons nur auf Tonband überlieferte Parodien-Sammlung Trotzis Tod, dargestellt von verschiedenen kubanischen Schriftstellern Jahre danach – oder davor: Es handelt sich um Imitationen auf den Stil von José Martí, José Lezama Lima, Virgilio Piñera, Lydia Cabrera, Lino Novás Calvo (1903–1983), Alejo Carpentier und Nicolás Guillén.[48]
- Listen wie Bustrófedons Liste Pro- und Contra-Namen[49] oder Palindrom-Listen Bustrófedons, der in Palindrome regelrecht vernarrt ist, „und er wäre mit Sicherheit zum Islam übergetreten, hätte ihm nicht das verfluchte h in Allah die Tour vermasselt“.[50]
- eingebettete selbstständige Werke wie Cués Gedicht Wär Babel nur dein Name, und nicht Beba Martínez[51] oder den umfangreicheren Text Die Besucher: Vier Versionen eines Zwischenfalls, den ein US-amerikanisches Touristen-Ehepaar erlebt,[52] entpuppen sich letztlich als ein Text, an dessen Übersetzung Silvestre im Auftrag eines „GCI“ mitgearbeitet hat,[53] des Romanautors.[54] Hinzu kommen Bustrófedons Memoiren, „die er mit einem Nachttopf als Beschwerer unter dem Bett hinterließ“.[55] Allerdings bestehen sie nur aus leeren Seiten innerhalb des Romans. „Ein Witz? Was sonst war denn Bustrófedons Leben? Ein Witz in einem Witz?“[56]

Ort der Handlung ist Havanna, schwerpunktmäßig „die Straße. Die Bars, Theater und Nachtclubs mit Tanzflächen“. Die Handlung spielt sich in den Wochen und Monaten rund um den 11. August 1958 ab, in datierten Rückblenden bis zum 19. Juni 1957, in undatierten Rückblenden bis in die Kindheit oder Jugend der Protagonisten zurück, oder aber die Handlung ist in einem zeitlichen Nirgendwo zu verorten: „Im Prolog eröffnet der Conferencier des Nachtclubs Tropicana die Show (des Romans) und stellt mehrere im Publikum weilende Romanfiguren vor“ und mehr als das: Im Publikum sitzt auch der innerhalb der eingebetteten Geschichte Die Besucher auftretende US-Tourist William Campbell, der in Die Besucher von seinem dortigen Aufenthalt erzählt. Der Prolog im Tropicana verknüpft somit fiktive Personen des eigentlichen Romans wie Vivian, Códac oder Eribós Chef Viriato Solaún mit der auch für diese fiktiven Personen fiktiven Figur William Campbell.

### Stil
Die Literaturwissenschaftlerin Genevieve T. Slomski rechnet den Roman der Stilrichtung des „Komischen Realismus“ zu, wobei die Konversation, der „multiple Dialog“ der Protagonisten den Ton der Straße aufnimmt und „in eine Parodie, in Wortspiele und Humor umzuwandeln“ versucht, ohne trotz „allgegenwärtigem Spott“ ernstere Untertöne zu scheuen. In dem Roman, „in dem Versatzstücke der Werbung, verbrauchtes Sprachmaterial neben kühne Sprachwitze gestellt“ sind „und kaum noch eine zusammenhängende Geschichte erkennbar wird“, sind hierbei die Wortspiele „ein integraler Bestandteil“. In dem Roman zu entdecken sind „Umwandlung von Dummheiten und Gemeinplätzen und Alltagswörtern in Bustros [=Bustrófedons] magische nächtliche Sprüche“ sowie
- Wortneuschöpfungen: Beispielsweise wird Reden, ohne dass jemand zuhört, „Masturparlieren“ genannt.[70]
- Zungenbrecher, wovon Bustrófedon die „verwickeltsten, freisten und einfachsten“ erfindet,[71] beispielsweise jenen, dem das Buch seinen Titel verdankt: „Drei traurige Tiger trinken trüben Drüstentee“.[72]
- Ausnutzen von Homonymen, beispielsweise, als Eribó „meine tumba aus dem Schrank“ holt, „aus ihrer Gruft (die Tumba aus der Tumba, das ist ein Witz, den ich bei jeder Gelegenheit mache […])“.[73]
- Ausnutzen von Klangähnlichkeiten: Als Sofort-Imbiss gibt es einen ad-hoc-dog,[74] die Sängerin La Estrella wird einmal als Nat King Kong bezeichnet (wodurch ihre king-kong-artige Leibesfülle mit ihrer nat-king-cole-artigen Sangeskunst verknüpft wird),[75] und Bustrófedon macht den „Vorschlag, die Unesco, sobald es (nicht sie) tagt, Ionesco zu nennen“, wie den führenden Vertreter des absurden Theaters Eugène Ionesco. „Präsident: Marx, Groucho. Geschäftsführer: Raymond Queneau. Mitglieder des Präsidiums: Harpo Marx (oder seine Statue), Tintán, Dick Tracy“, und andere.[76]

### Themen
Laut Julio Ortega handelt es sich bei Drei traurige Tiger um „einen Roman, der es erfordert, die Suche nach einer Handlung oder einem verbindenden Thema aufzugeben“, ganz einfach deswegen, weil es an einem zentralen Thema oder auch nur zentralen Problem mangele: Das Buch sei „ein Spiel mit sich selbst, ein Witz“. Die Literaturwissenschaftlerin Barbara L. Hussey (Purdue University) teilt diese Auffassung: „Bei dem Werk geht es nicht unbedingt um seinen Inhalt; es ist sein Inhalt.“ Andere Literaturwissenschaftler oder Rezensenten entdecken allerdings durchaus Themen: Sprache und Literatur, beispielsweise schrieb The New York Times in ihrer Rezension, Drei traurige Tiger wäre ein Roman über Literatur, über Sprache, ein Roman, der über die Natur des Schreibens im Allgemeinen und über die Natur des eigenen Schreibens meditiere.

#### Sprache
Daraus, dass der Roman mit verschiedenen Textformen innerhalb des Romans bis hin zum Anschein der Formlosigkeit spielt, lässt sich auf „eines der Hauptthemen des Romans“ schließen: „der Versuch der Menschheit, die Auswirkungen der Formlosigkeit zu begreifen.“ Auf ein anderes Hauptthema lässt sich durch das Spiel mit Wort-Neuschöpfungen oder Wort-Veränderungen schließen: „die Bedeutung der Neuschöpfung statt der Vervielfältigung, der Schöpfung statt der Sterilität und der Veränderung statt der Beständigkeit.“ Am meisten trägt „Bustrófedon, der die Sprache sein wollte“, zum Thema Sprache bei: Er erklärt seinen Freunden, „es gebe das fehlgeleitete Wort und das unschuldige Wort und das schuldige Wort und das Mörderwort und das Polizeiwort und das Retterwort und das Wort Ende, und die Spannung bestehe bei einem Wörterbuch darin, den Wörterwald von vorne bis hinten verzweifelt nach einem Wort zu durchkämmen, bis man es gefunden habe, und wenn es dann auftauche und man sehe, daß es etwas ganz anderes bedeutet, dann sei die Überraschung größer als bei der Entdeckung der letzten Rolle […] vom Toten Meer, und er beklagte sich nur darüber, daß in die Wörterbücher nur so selten obszöne Wörter Eingang fanden, aber die wenigen, die drinstanden, kannte er alle auswendig“. Bustrófedons Faszination für Wörterbücher hat zur Folge, dass seine Freunde bis zu jenem Zeitpunkt, als er sterbenskrank ins Krankenhaus eingeliefert wird, immer wissen, was Bustrófedon gerade treibt: „Wenn wir Bustrófedon aus den Augen verloren, dann war er gerade wieder einmal auf der Jagd nach Wörtern (auf einer seiner semantischen Safaris) in irgendeinem Wörterbuch, mit dem er sich in sein Zimmer einschloß, das er beim Essen auf dem Tisch liegen hatte und ins Bad und ins Bett mitnahm, machte auf der Jagd nach dem verborgenen Wortschatz wieder einmal einen seiner tagelangen Parforceritte durch die Wörterbücher, die einzigen Bücher, die er überhaupt las“, und deren Lektüre das Fundament für seinen Wortwitz bildet: die Wortspiele, Anagramme und Palindrome, die nach Ansicht der New York Times dabei helfen würden, die tückische, schwer fassbare Natur von Sprache zu veranschaulichen.

### Figuren
Im Hinblick auf das Alice-Zitat „Und sie versuchte sich vorzustellen, wie eine Kerzenflamme aussieht, nachdem sie ausgegangen ist“, behauptet Barbara L. Hussey, die Figuren des Romans wären „allesamt Künstler, die versuchen, die Vergänglichkeit der ausgeblasenen Flamme einzufangen“, während Julio Ortega erklärt, sie „wären absurd, wenn sie nicht sprächen“.

#### Hauptfiguren
- Silvestre: Dieser Schriftsteller, „der ständig Filmvokabular gebraucht“,[97] ist das Alter Ego des Romanautors Cabrera Infante,[98] der ihn andererseits im Laufe des Romans sogar mit einer Übersetzung beauftragt.[53] Vielleicht deswegen wird Silvestres Statur im Laufe des Romans widersprüchlich angegeben: Mal kennzeichnet ihn ein „schmaler, schmächtiger Körper“,[99] mal bezeichnet er sich selbst als „nicht kräftig, […] eher dick“,[100] mal bescheinigt man ihm, dass er „über die körperliche Verfassung eines Trapezkünstlers verfügt“.[36] Trotz seiner Herkunft als Mischling mit indianischem, schwarzem und chinesischem Blut[101] und gelben Augen[102] hat Silvestre einst „angefangen, Medizin zu studieren, oder studieren wollen, und dann sei er mit einem Klassenkameraden kurz vor dem Abi zur Fakultät gegangen, in den Sektionssaal, und habe die Leichen gesehen und das Krachen der Knochen gehört, die ein Professor mit einer Säge oder weiß ich was durchtrennte.“[103] Statt Medizin zu studieren, ergeht Silvestre sich nun lieber zusammen mit Arsenio Cué in dessen Auto in „ständigen, endlosen Fahrten“,[104] ergeht sich auch in seinen Erinnerungen, denn „mir ist es lieber, mich an die Dinge zu erinnern, als sie zu erleben“:[105] ein „Hochgenuss“ ist es, sich zu erinnern.[106] In einem Punkt ist er seinem älteren Freund Bustrófedon, mit dem ihm ein „mystic bond of writerhood“[86] verbindet, sehr ähnlich: Silvestre „schiß auf die Kultur, die mit ihrer dämlichen Metaphysik immer der Glückseligkeit in die Quere kommt.“[107]
- Arsenio Cué: Der in den 1930er Jahren geborene[108] „professionelle Schauspieler, Fernsehstar und engste Freund Silvestres“,[109] mit dem zusammen er sich in seinem Auto in „ständigen, endlosen Fahrten“ ergeht,[104] ist „ein Perfektionist des Seitenscheitels“,[110] hat einen „gepflegten Schnurrbart“ sowie „Säbelbeine“,[111] eine „Chiaroscurostimme“[112] und „schielte manchmal, wenn er einen anschaute, aber das war kein Defekt, sondern vielmehr ein Effekt, den er mit seinem Blick erzielte.“[113] Auch ansonsten ist Cué „ein Akrobat des Mienenspiels“,[114] außerdem „ein Neurotiker, wie er im Buch steht“,[115] und erpicht auf eine ihm angemessene Wirkung in der Öffentlichkeit: „Personen des öffentlichen Lebens tun immer so, als kämen sie gut mit Kindern und Tieren zurecht. Cué war imstande, einen Hai zu liebkosen, vorausgesetzt, es gab Zeugen dafür.“[116] Notorisch bietet Cué „hinter seiner dunklen Brille hochtrabend, herablassend und herausfordernd der ganzen Welt die Stirn“,[99] vor der ihn außer seiner Sonnenbrille noch sein Humor und sein unablässiges Rollenspiel schützt.[117]
- Bustrófedon: Der Sprachkünstler mit der langen, dünnen Statur[118] und der rauen Stimme[25] ist eine Romanfigur, die die Sprache und ihre kreativen Möglichkeiten verkörpert und fasziniert ist „von allem Umkehrbaren: Wörtern, Zahlen oder Konzepten“.[119] Zusammen mit La Estrella repräsentiert er „Kunst in ihrer flüchtigsten Form“[120] und stellt ebenso wie sie eine Anomalie dar „in einer Gesellschaft, die sich der Künstlichkeit und Illusion verschrieben hat.“[121] Ein „mystic bond of writerhood“[86] verbindet ihn, dessen finsteres Gesicht „von der jugendlichen Akne oder den volljährigen Pocken oder der Zeit und dem Salpeter oder den voreiligen Geiern oder von allem zusammen zerfressen war“,[118] mit dem jüngeren Silvestre. Nach seinem Tod wird Bustrófedon zu einer Legende, einem Mythos.[122]
- Estrella „La Estrella“ Rodríguez: Die „herausragende“[123] Bolero-Sängerin repräsentiert zusammen mit Bustófedon die „Kunst in ihrer flüchtigsten Form“[120] und stellt ebenso wie er eine Anomalie dar „in einer Gesellschaft, die sich der Künstlichkeit und Illusion verschrieben hat.“[121] Barbara L. Hussey schreibt, als „urtümliche Sängerin-Künstlerin“ sei La Estrella „ein schwarzer Wal“, mit dem verglichen andere Frauen nur kleine Fische wären.[124] Cabrera Infante selbst gebraucht bei Beschreibung der zu Beginn der Handlung 300 Pfund schweren,[20] bei ihrem Tode 350 Pfund auf die Waage bringenden[125] Mulattin mit „Brüsten, die so dick waren wie ihre Arme, doppelt so groß wie mein Kopf“,[126] mehrfach Bilder vom Wasser oder von wasseraffinen Tieren: Die plattfüßige,[127] kraushaarige[128] La Estrella wartet auf mit einem von wulstig-violetten Lippen[3] umgebenen „riesigem Walmaul“,[129] mit „Armen wie Schenkeln und Schenkeln, die wie zwei Baumstämme den Wassertank ihres Körpers stützten“[3] und ist insgesamt „so gigantisch wie ein Nilpferd, und sie ist auch genauso amphibisch. Sie badet dreimal am Tag“.[130] Mit ihrer „Stimme, die Mutter Natur zum Spaß in diesem wild wuchernden Futteral aus Fleisch und Fett und Wasser aufbewahrt“,[131] schnarcht La Estrella zwar auch „ein Schnarchen, das wie das Seufzen eines Pottwals klang“,[132] gibt lebenslustig auch „ein tiefes Baritonlachen“[133] von sich, doch wenn La Estrella singt, entströmen „dieser in einer Seekuh Fleisch gewordenen Sirene“[75] Klänge der besonderen Art: Ihre Stimme wird dann „sanft, schmelzend, flüssig, leicht ölig […], eine kolloidale Stimme, die wie das Plasma ihrer Stimme ihrem ganzen Körper entströmte“.[134]

#### Nebenfiguren (Auswahl)
- Magalena Cruz: Die um 1940 geborene[135] Magalena hat schwarze Haare[7] und eine zimtfarbene Haut.[136] „Sie hatte hochstehende, breite Backenknochen, ein eckiges, gespaltenes Kinn, einen breiten, vollen Mund, eine flache Nase mit hohem Steg und große, schwarze Augen mit noch schwärzeren Wimpern und Brauen. Sie wäre schön gewesen, hätte sie nicht diese zu hohe, zu gewölbte, zu männliche Stirn gehabt. […] Sie war mittelgroß und hatte kräftige, vorne gewölbte Schenkel.“[7] Bei der ersten Begegnung mit Arsenio Cúe bei dessen künftigem Arbeitgeber war Magalena „vielleicht vierzehn oder fünfzehn“.[137] Trotz der wenigen Jahre, die seither vergangen sind, erkennt Arsenio Magalena bei der Kern-Handlung im Jahr 1958 nicht gleich wieder, weil er bei der ersten Begegnung andere Sorgen hatte als sich von ihr beeindrucken zu lassen und bei der letzten Begegnung innerhalb der Roman-Handlung „ein dunkler Schatten quer über ihrer Nase“ ist:[136] nach Magalenas Angaben handelt es sich um Krebs, nach Mutmaßung des Ex-Medizinstudenten Silvestre um exanthematischen Lupus erythematodes.[12]
- Cuba Venegas (eigentlich Gloria Pérez): Diese schöne Sängerin, „die vor allem Leuten gefällt, die künstliche Blumen und Satinkleider und nylonbezogene Möbel mögen“,[131] hat „blaue[] Schatten über den Augen, die diese größer und schwärzer und glänzender machten“, und Beine, die „straff und dunkel und zart“ sind. Aufgeworfene Lippen umrahmen „ihre großen, runden, blendend weißen Zähne […], die so ebenmäßig waren, daß sie unter dem rosigem Zahnfleisch fast künstlich wirkten.“[138]
- Vivian Smith-Corona y Alvarez del Real: Dieses kleinbrüstige,[139] „verwöhnte und unreife Mitglied der Oberschicht“[140] ist zu Beginn des Romans just 15 Jahre alt[141] und nicht gewohnt, „laut zu lachen […], weil man ihr beigebracht hatte, daß vornehme Leute nicht laut lachen“.[142] Ihrem Umfeld gegenüber setzt sie daher lieber auf „ihre Stimme, die sanft und verzärtelt und angenehm leise war“.[143] Sie flirtet mit Eribó, um Arsenio Cué eifersüchtig zu machen, was Arsenio jedoch kalt lässt.
- Eribó (eigentlich Silvio Sergio Ribot): Dieser Mulatte[144] war Schulkamerad von Silvestre, bis Eribó „nach dem vierten Jahr abging, um in der San Alejandro-Akademie Zeichnen zu studieren.“[4] Als „einsamer“ Bongo-Spieler „und angehender sozialer Aufsteiger“[145] versucht dieser „Saint-Exupéry des Son“[146] vergeblich, Vivian zu gewinnen.
- Códac: Der „Starphotograph“[18] „ist zunächst ein oberflächlicher Zeichner des gesellschaftlichen Geschehens, später wird er in die realistischeren und geschmackloseren Aufgaben der Fotografie der politischen Realität verwickelt.“[147]
- Viriato Solaún y Zuleta: „Klein, dick und behende“[148] ist Dr. Solaún nicht nur Chef von Eribó, sondern auch Senator der Republik auf Lebenszeit und Geschäftsmann.[149]

## Rezeption
Cabrera Infantes hochgradig erfolgreicher Roman Drei traurige Tiger mit seinem „glühenden lateinamerikanischen Barockcharakter“ ist nach Meinung der Los Angeles Times unumstritten sein bestes Buch. Der PEN sprach von einem „legendären“, der ORF von einem „wunderschönen Roman“, den Joachim Kaiser 2002 in Das Buch der 1000 Bücher, Denis Scheck 2019 in seinen Kanon aufnahm. Das unter anderem von der Britannica und The Guardian in die Tradition von James Joyces Ulysses gestellte „streams-of-consciousness masterpiece“ erhielt nur wenige negative Kritiken, die sich unter anderem auf „frauenfeindliche Untertöne“ bezogen oder um den politischen Gehalt oder Nicht-Gehalt des Buches stritten, das laut New York Times voller suggestiver Einblicke in die soziale Ungerechtigkeit des vorrevolutionären Kuba wäre. Der in dem Roman virulente Humor sei laut New York Times lediglich eine zerbrechliche Waffe wider das Unausgesprochene sowie eine Strategie gegen die Traurigkeit und Mittelmäßigkeit. Dass diese Waffe so oft gezückt werden muss, verleiht dem Buch den von der Los Angeles Times attestierten deftigen Sinn für Humor, macht ihn in den Augen der Britannica lustig, in den Augen der New York Times gar zum lustigsten spanischsprachigen Buch seit Don Quijote, die Drei traurige Tiger darüber hinaus bescheinigte, das Buch sei einer der einfallsreichsten Romane Lateinamerikas. Salman Rushdie fasste die Begeisterung der meisten Kritiken für die London Review of Books bereits 1981 in einem Adjektivsturm zusammen: Drei traurige Tiger sei „der aufregendste, sexieste, lustigste, lauteste, fantasievollste und eindrucksvollste Roman, den man […] sich als Lektüre wünschen kann“.

## Auszeichnungen
- Premio Biblioteca Breve, 1964, für die Manuskriptfassung.[150][152]
- Prix Formentor, Nominierung, 1965, für die Manuskriptfassung.[160]
- Prix du Meilleur livre étranger, 1970.[161]

## Adaptionen
Basierend auf der Bühnenadaption durch den chilenischen Dramatiker Alejandro Sieveking Campano (1934–2020) verfilmte Raúl Ruiz den Roman im Jahr 1969 und wurde dafür mit dem Goldenen Leoparden prämiert. Darüber hinaus bildete der Roman einen Impuls für den mit dem Teddy Award ausgezeichneten brasilianischen Spielfilm Três tigres tristes und beeinflusste 2005 das Andy-García-Werk The Lost City.

## Deutschsprachige Textausgaben (Auswahl)
- Drei traurige Tiger. Roman. (=Suhrkamp Taschenbücher, Band 1714). Aus dem Spanischen von Wilfried Böhringer. Suhrkamp, Frankfurt am Main 2006. ISBN 3-518-38214-4.
- Drei traurige Tiger. Roman. Aus dem kubanischen Spanisch von Wilfried Böhringer. Suhrkamp, Frankfurt am Main 1987. ISBN 3-518-04435-4.